# بریمور
بریمور (به انگلیسی: Breamore) یک روستا و محله مدنی در بریتانیا است که در New Forest District واقع شده‌است. بریمور ۳۶۳ نفر جمعیت دارد.